# NGC 6592
NGC 6592 é uma galáxia elíptica (E-S0) localizada na direcção da constelação de Draco. Possui uma declinação de +61° 25' 21" e uma ascensão recta de 18 horas, 09 minutos e 50,6 segundos.
A galáxia NGC 6592 foi descoberta em 14 de Junho de 1885 por Lewis A. Swift.